# Villacarrillo (kommunhuvudort)
Villacarrillo är en kommunhuvudort i Spanien.   Den ligger i provinsen Provincia de Jaén och regionen Andalusien, i den centrala delen av landet, 260 km söder om huvudstaden Madrid. Villacarrillo ligger 799 meter över havet och antalet invånare är 11 294.
Terrängen runt Villacarrillo är huvudsakligen lite kuperad. Villacarrillo ligger uppe på en höjd. Runt Villacarrillo är det ganska glesbefolkat, med 43 invånare per kvadratkilometer. Närmaste större samhälle är Campiña, 14,6 km nordost om Villacarrillo. Trakten runt Villacarrillo består till största delen av jordbruksmark.